# Park Geun-hye
Park Geun-hye (; * 2. Februar 1952 in Daegu) ist eine ehemalige südkoreanische Politikerin und war von 2013 bis 2017 die Präsidentin des Landes. Sie ist die ehemalige Vorsitzende der konservativen Saenuri-Partei.
Nach langen Protesten aufgrund von Korruptionsvorwürfen wurde sie am 9. Dezember 2016 vom Amt suspendiert und am 10. März 2017 durch das Verfassungsgericht ihres Amtes enthoben. In der Folge wurde sie ab 2018 in mehreren Gerichtsverfahren zu einer Haftstrafe von 22 Jahren und einer hohen Geldstrafe wegen Korruption und anderer Verbrechen verurteilt. Park blieb den Verhandlungen fern, weil sie politisch motiviert seien. Im Dezember 2021 wurde Park von ihrem Nachfolger Moon Jae-in begnadigt.

## Leben
Park ist die Tochter des Generals und langjährigen Präsidenten Park Chung-hee, der das Land nach einem Putsch des Militärs im Jahr 1961 diktatorisch regierte.

Park Geun-hyes Beliebtheit von 2013 bis 2016

Ihre Mutter wurde 1974 bei einem Attentat, das ihrem Vater galt, von einem in Japan lebenden Koreaner erschossen. In den folgenden Jahren übernahm sie an Stelle ihrer Mutter die Rolle der First Lady. Choi Tae-min, ein Führer einer Sekte und ein Vertrauter von Park Chung-hee, kümmerte sich um den seelischen Beistand von Park Geun-hye. Die Beziehung zwischen den beiden soll aber nicht nur eine Mentor-Schülerin-Beziehung gewesen sein. Durch WikiLeaks wurde ein Bericht des damaligen US-Botschafters in Südkorea bekannt, worin dieser über Gerüchte berichtete, dass Choi, ein „koreanischer Rasputin“, Park Geun-hye kontrolliere. Durch die Nähe zur Macht konnte die Familie Choi ihren Reichtum enorm vergrößern. Durch diese Beziehung lernte Park Geun-hye auch Choi Soon-sil, die Tochter von Choi Tae-min, kennen.
1979 wurde ihr Vater vom Geheimdienstchef Kim Jae-kyu erschossen. Sie arbeitete danach bei einer Stiftung. 1993 wurde sie Vorsitzende der Koreanischen Kulturgesellschaft.
1997 nach Ausbruch der Asienkrise entschloss sie sich entgegen ursprünglichen Wünschen, in die Politik zu gehen. Sie wurde 1998 in die südkoreanische Nationalversammlung gewählt, der sie bis 2012 angehörte. Schon im Mai 2000 wurde sie stellvertretende Vorsitzende der Grand National Party. Im Mai 2001 traf sie sich mit Kim Jong-il. Im März 2004 folgte sie Lee Hoi-chang als Vorsitzende der konservativen Partei nach.
2006 wurde sie im Wahlkampf mit einem Messer angegriffen und verletzt. Im selben Jahr gewann ihre Partei die Regionalwahlen gegen die regierenden Sozialdemokraten. Sie kandidierte für die Präsidentschaftswahl 2007, unterlag aber in einer parteiinternen Vorwahl Lee Myung-bak, der dann auch zum Präsidenten Südkoreas gewählt wurde.

### Präsidentschaft
Im Dezember 2011 wurde sie erneut zur Vorsitzenden der Grand National Party gewählt, die sich im Februar 2012 in Saenuri-Partei umbenannte. Der Erfolg der Saenuri-Partei bei der Parlamentswahl im April 2012 wurde wesentlich als ihr Verdienst gewertet. Nach der Parlamentswahl trat sie vom Parteivorsitz zurück, um sich auf die Präsidentschaftskandidatur zu konzentrieren. Am 20. August 2012 wurde sie zur Präsidentschaftskandidatin der Saenuri-Partei gewählt und gewann schließlich am 19. Dezember 2012 als erste Frau die Präsidentschaftswahl. Ihre Vereidigung und der Amtsantritt folgten am 25. Februar 2013.
Während die inhaltlichen Schwerpunkte ihrer 2007/08 gescheiterten Bewerbung um die Präsidentschaftskandidatur noch auf Steuersenkungen, Regulierungsabbau und innerer Sicherheit lagen, vertrat Park seit 2009 verstärkt auch soziale Themen. Hatte sie den Putsch von 1961 früher noch gerechtfertigt, sagte Park zuletzt, die Geschichte werde entscheiden. Ihr Programm stand unter dem Leitmotiv „wirtschaftliche Demokratisierung“, welche die Ungleichverteilung des Reichtums überwinden und die Jugendarbeitslosigkeit verringern sollte.
2014 wurde Park die Ehrendoktorwürde der Juristischen Fakultät der Technischen Universität Dresden verliehen. Bei der viel beachteten Dresdner Rede machte Park konstruktive Vorschläge an die nordkoreanische Führung, um die beiden Koreas näherzubringen. Sie sagte in ihrer Rede, eine Wiedervereinigung wäre für sie ein „Jackpot“.
Die vorsichtige Annäherungspolitik zum nördlichen Nachbarn wurde buchstäblich zerstört, als im August 2015 eine von nordkoreanischen Soldaten verlegte Mine an der südkoreanischen Grenze explodierte. Südkoreanische Soldaten wurden dabei schwer verletzt. Als Antwort ließ die südkoreanische Regierung riesige Lautsprecheranlagen an der Grenze zum Norden errichten und beschallte nordkoreanische Grenzposten mit Propaganda. Mehrere nordkoreanische Atom- und Raketentests, die zuvor von den UNO-Resolutionen verboten wurden, führten dazu, dass die gemeinschaftlich betriebene Industrieregion Kaesŏng ein Ende fand.
Im September 2015 nahm Park an der Militärparade zum 70. Jahrestag des Weltkriegsendes in China teil. Dies wurde als vorsichtige Annäherungspolitik zwischen China und Südkorea angesehen. Seit der Entscheidung der Park-Regierung, THAAD zu stationieren, ist die zwischenstaatliche Beziehung drastisch abgekühlt.
Im Dezember 2015 unterzeichneten die Vertreter der japanischen und südkoreanischen Regierungen das Abkommen zur Beilegung des langanhaltenden Trostfrauen-Problems. Japan entschuldigte sich und zahlte 1 Mrd. Yen (zirka 8,3 Mio. US-Dollar) an die noch lebenden Opfer. Im Gegenzug erklärte sich die südkoreanische Seite bereit, unter anderem die Trostfraustatue vor der japanischen Botschaft zu entfernen. Die Entscheidung wurde jedoch ohne Diskurs mit der Bevölkerung getroffen und war ein Ergebnis des politischen Drucks der USA gewesen. Am 28. Dezember 2016 errichteten südkoreanische Demonstranten eine neue Trostfraustatue außerhalb des japanischen Konsulats in Busan. Die bilaterale Beziehung zwischen den beiden Staaten gilt seit langem als unterkühlt. Neben dem Trostfrauen-Problem gibt es Streit wegen des territorialen Anspruchs auf die Insel Dokdo/Takeshima, wegen der Bezeichnung für das Meer zwischen Japan und Korea Ostmeer/Japanisches Meer, wegen der Einschreinung einiger Kriegsverbrecher im Yasukuni-Schrein und wegen der revisionistischen Haltung der japanischen Regierung zur Geschichte, insbesondere dem Versuch, die Schulbücher in diese Richtung zu ändern.
Kritik bekam Park Geun-hye für ihre Politik sowohl im In- als auch im Ausland für ihren Versuch, die Geschichtsbücher in den Schulen zu vereinheitlichen. Regierungskritiker warfen ihr vor, dabei die Rolle ihres Vaters Park Chung-hee in der koreanischen Geschichte beschönigen zu wollen. Die südkoreanische Regierung hat dabei mehrmals die japanische Regierung für ihren Geschichtsrevisionismus kritisiert.

### Korruptionsskandal
Ende Oktober 2016 geriet Parks Beziehung zu Choi Soon-sil, Tochter des Pastors Choi Tae-min, in den Blickpunkt der Öffentlichkeit. So wurde bekannt, dass Choi Zugriff auf vertrauliche Regierungsdokumente hatte, obwohl sie keine offizielle Position in der Regierung bekleidete. Dennoch agierte sie als Beraterin für die Präsidentin. So wurde beispielsweise Chois Tablet mit der von ihr überarbeiteten Dresdner Rede gefunden. Es wurden Anschuldigungen laut, Choi würde ihren Einfluss nutzen, um Unternehmen zu Spenden zu erpressen. So soll sie unter anderem den Samsung-Konzern dazu erpresst haben, 43 Mrd. Won (ca. 36 Mio. US-Dollar) an mehrere als Stiftungen getarnte Briefkastenfirmen zu zahlen. Im Gegenzug soll die Regierung bei der Fusion der Samsung-Töchter Cheil Industries mit Samsung C&T ausgeholfen haben. Der ehemalige Chef von NPS (Staatliche Pensionskasse) Moon Hyung-pyo und der De-facto-Chef der Samsung-Gruppe Lee Jae-yong wurden verhaftet.
Choi wurde außerdem beschuldigt, das Zulassungsverfahren der Ewha Womans University manipuliert zu haben, damit ihre Tochter, die Dressurreiterin Chung Yoo-ra, die Universität besuchen konnte. Am 25. Oktober 2016 bestätigte Park die Beziehungen zu Choi. Wenige Tage später entließ sie ihre Sekretäre. Die ehemalige Präsidentin der Hochschule, die Dekanin und einige Professoren wurden im Laufe der Ermittlungen verhaftet. Sie hatten Zeugnisse für Chung ausgestellt, obwohl sie nie die Hochschule besucht oder an Prüfungen teilgenommen hatte.
Ebenfalls verhaftet wurden der ehemalige Stabschef Kim Ki-choon und die ehemalige Kultusministerin Cho Yoon-sun für das Führen einer schwarzen Liste, auf der Künstler und Kulturschaffende des Landes geführt waren, die als Park-Kritiker galten – darunter der Oldboy-Regisseur Park Chan-wook. Diese wurden systematisch von den staatlichen Kulturförderungen ausgeschlossen. Präsidentin Park und ihre verhafteten Mitarbeiter wollen von der schwarzen Liste nichts gewusst haben.
Die parlamentarische Untersuchung, die Sonderermittlung und auch das Verfassungsgericht konnten die siebenstündige Abwesenheit von Park Geun-hye während der Sewol-Katastrophe nicht erklären, zumal die Präsidentin jegliche Zusammenarbeit mit den Ermittlern, entgegen ihrem vorherigen Versprechen, verweigerte. Park wurde vorgeworfen, ihre Aufgabe als Präsidentin in den fraglichen Stunden nicht wahrgenommen zu haben. Gleichzeitig hatten es die Ermittler sehr schwer, weil der Zugang zur präsidentschaftlichen Residenz, dem Blauen Haus, verwehrt wurde. Die Präsidentin genießt Immunität. Es kam aber heraus, dass Park entgegen den Sicherheitsbestimmungen Choi Soon-sil und einigen ihrer Bekannten Zugang zum Blauen Haus erlaubte, darunter Personen, die Park medizinisch versorgten. Park erhielt mehrere Botox-Behandlungen durch den Schönheitschirurgen Kim Young-jae, ebenfalls ein Bekannter von Choi Soon-sil. Dabei wurde Kim nicht einmal einer Sicherheitsprüfung unterzogen.
Bei den Ermittlungsarbeiten stellte sich ebenfalls heraus, dass Choi Soon-sil an ihre vertrauten Personen anonyme Handys verteilt hatte, unter anderem auch an Park Geun-hye. Die Benutzung solcher Handys ist in Südkorea untersagt. In Südkorea werden Gesprächsdaten bis zu einem Jahr gespeichert. Die Existenz dieser Handys konnte durch die Aussage der ebenfalls verhafteten Nichte von Choi ermittelt werden. Es wurde festgestellt, dass Park mit Choi im Zeitraum 18. April bis 26. Oktober 2016 570 mal mit den verbotenen Handys miteinander telefoniert hatten.
Parks Zuspruch in der südkoreanischen Bevölkerung fiel auf 17 %. An den Samstagen des 29. Oktober, 5., 12. und 19. November 2016 kam es in Seoul zu Protestmärschen der Bevölkerung gegen Park. Der am 12. November veranstaltete Marsch war laut Polizeieinschätzungen mit geschätzten 260.000 Teilnehmern (laut Organisatoren 1 Million Teilnehmer) einer der größten seit Einführung der Demokratie in Südkorea. Park hatte sich zuvor öffentlich im Fernsehen entschuldigt und dem Parlament angeboten, ihm die Entscheidung über ihren künftigen Ministerpräsidenten zu überlassen. Im November 2016 fielen Parks Beliebtheitswerte, trotz mehrfacher Entschuldigungen, in Meinungsumfragen auf fünf Prozent. Gleichzeitig warf ihr die Staatsanwaltschaft vor, eine „erhebliche Rolle“ in der Affäre um Choi Soon-sil gespielt zu haben, die mittlerweile wegen des Verdachts auf Betrug und Machtmissbrauch verhaftet worden war.
Park äußerte sich am 29. November 2016 in einer kurzen Fernsehansprache. Sie gebe alles auf und überlasse die Entscheidung über einen Rücktritt, einschließlich einer Verkürzung der Amtszeit, der Nationalversammlung. Außerdem bat sie um Entschuldigung, sie habe in den letzten 18 Jahren ihrer politischen Tätigkeit immer versucht, im Interesse des Landes zu handeln, niemals im persönlichen Interesse. Sie kündigte an, weitere Informationen zu den Vorwürfen offenzulegen, beantwortete jedoch keine Fragen. Die Oppositionsparteien kündigten ein Amtsenthebungsverfahren an.
Am 9. Dezember 2016 wurde Park vom Parlament mit 234 zu 56 Stimmen von ihrem Amt suspendiert. Das Verfassungsgericht musste dann binnen 180 Tagen entscheiden, ob es dem Votum zustimmt. Bis dahin übernahm Premierminister Hwang Kyo-ahn die Staatsaufgaben. Das Verfassungsgericht nahm am 27. Februar 2017 die Schlussberichte beider Parteien an. Am 10. März 2017 entschied das Gericht unter der vorsitzenden Richterin Lee Jung-mi mit 8:0 Stimmen, Park ihres Amtes zu entheben. In der Urteilsverkündung hieß es, dass Parks Handlungen „den Geist der repräsentativen Demokratie und die Bestimmung der Gesetze schwer beschädigt“ hätten. Außerdem sah es das Gericht als erwiesen an, dass Park „Chois Einmischung in staatliche Angelegenheiten komplett verheimlicht“ habe, es geleugnet habe, „wenn Verdächtigungen über die Tat auftauchten“ und sogar diejenigen kritisiert habe, „die Verdächtigungen aufwirbelten.“
Park verließ das Blaue Haus am 12. März 2017 und zog in ihre private Residenz in Samseong-dong im Süden Seouls. Sie bedankte sich durch ihren Sprecher Min Kyung-wook bei denjenigen, die sie unterstützt und ihr vertraut hätten. Außerdem las der Sprecher vor: „Ich werde ganze Verantwortung tragen. Auch wenn es Zeit kostet, glaube ich, dass die Wahrheit schließlich gewinnen wird.“ In der Erklärung war Parks Annahme des gerichtlichen Urteils nicht enthalten. Die Neuwahl wurde daraufhin auf den 9. Mai gelegt.
Am 31. März 2017 wurde Park Geun-hye in Untersuchungshaft genommen, da laut Staatsanwaltschaft die Gefahr bestehe, dass Beweismittel vernichtet werden könnten, und am 17. April offiziell angeklagt.
Ende Februar 2018 forderte die Staatsanwaltschaft eine 30-jährige Haftstrafe für Park. Darüber hinaus sollte eine Geldstrafe in Höhe von 118,5 Mrd. Won (ca. 90 Millionen Euro) gegen sie durchgesetzt werden. Park wurde vorgeworfen, gemeinsam mit ihrer Vertrauten Choi Soon-sil Bestechungsgelder in Höhe von ca. 45 Mio. Euro von den Konzernen Samsung, Lotte und SK erhalten oder zugesagt bekommen zu haben. Ferner soll sie Unternehmen dazu gedrängt haben, 59 Mio. Euro an zwei von Choi kontrollierte Stiftungen zu spenden.
Am 6. April 2018 wurde Park von einem Gericht in Seoul zu 24 Jahren Freiheitsstrafe verurteilt. Außerdem muss sie eine Strafe von 18 Mrd. Won (ca. 14 Mio. Euro) zahlen.
Im Juli 2018 wurde sie in einem anderen Verfahren zu acht Jahren Haft verurteilt, nämlich zu sechs Jahren, weil sie illegal hohe Summen vom Geheimdienst angenommen habe, sowie zu einer Strafe von zwei Jahren, weil sie illegal in die Auswahl von Kandidaten für die Parlamentswahl von 2016 eingegriffen habe.
Am 24. August 2018 wurde vor einem Berufungsgericht die Strafe vom April 2018 um ein Jahr auf 25 Jahre erhöht. Außerdem wurde eine Geldstrafe in Höhe von 15 Millionen Euro verhängt. Begründung des Gerichts war, dass Park mehr Bestechungsgelder angenommen hätte, als bislang angenommen. Park blieb der Berufung fern, weil der Prozess politisch motiviert sei. Die Urteile vom Juli und August 2018 beziehen sich auf unterschiedliche Anklagepunkte, ihre Strafen werden addiert.
Mitte Januar 2021 erklärte das Oberste Gericht von Südkorea Parks Verurteilung für rechtskräftig, nachdem das Verfahren im Juli 2020 wiederaufgenommen worden war. Bestätigt wurde dabei die verhängte Haftstrafe von 20 Jahren wegen Korruption und anderer Verbrechen, sowie eine Geldstrafe in Höhe von 18 Milliarden Won (13,5 Millionen Euro). Zwei weitere Jahre Haft kamen wegen Verstößen gegen die Wahlgesetze hinzu, die aber nicht Gegenstand dieser Gerichtsentscheidung waren. Die sozialliberale Deobureo-minju-Partei, die mit Moon Jae-in auch den Nachfolger von Park als Präsidenten stellt, setzte sich für eine Begnadigung der Politikerin als Zeichen nationaler Einheit ein. In der Bevölkerung gilt eine Begnadigung Parks aber als umstritten. Park wurde am 24. Dezember 2021 im Rahmen einer „besonderen Amnestie“ des Staatspräsidenten Moon Jae-in begnadigt. Als ein Grund für Parks Begnadigung wurde ihr Gesundheitszustand genannt. Sie musste sich 2021 mehreren Behandlungen wegen chronischer Schulter- und Rückenbeschwerden unterziehen.